# Луна в зените
«Луна в зените» — российский четырёхсерийный фильм Дмитрия Томашпольского, снятый по мотивам неоконченной пьесы Анны Ахматовой «Пролог, или Сон во сне». Премьера состоялась 22 ноября 2007 года.

## Сюжет
Повествование фильма построено как воспоминание Анны Ахматовой о своей жизни. Они охватывают Серебряный век, послереволюционные годы и последние годы поэтессы, когда она живёт на даче в Комарове. В качестве героев воспоминаний фигурируют образы Блока, Маяковского, Цветаевой и трёх мужей Ахматовой: поэта Николая Гумилёва, учёного-востоковеда Владимира Шилейко и искусствоведа Николая Пунина.

## В ролях
| Актёр             | Роль                                |
| ----------------- | ----------------------------------- |
| Светлана Крючкова | Анна Ахматова                       |
| Светлана Свирко   | Анна Ахматова в молодости           |
| Владимир Кошевой  | муж Анны Ахматовой Николай Гумилёв  |
| Сергей Барышев    | муж Анны Ахматовой Николай Пунин    |
| Ирина Соколова    | Лидия Корнеевна Чуковская           |
| Алексей Зубарев   | муж Анны Ахматовой Владимир Шилейко |
| Юрий Цурило       | Владимир Гаршин                     |
| Пётр Вельяминов   | Борис Анреп                         |
| Георгий Штиль     | врач Анны Ахматовой                 |
| Анна Алексахина   | Анна Евгеньевна Пунина              |
| Наталия Фиссон    | Марина Ивановна Цветаева            |
| Леонид Мозговой   | Фёдор Орёл                          |
| Аксель Шрик       | Исайя Берлин                        |

## Награды
- Приз читательского жюри XIV кинофестиваля «Литература и кино» режиссёру Дмитрию Томашпольскому[5][6].
- Приз I Киевского международного кинофестиваля Светлане Крючковой и Светлане Свирко в номинации «Лучшая женская роль» за роль Анны Ахматовой[7][8][9].
- Приз Международного Правозащитного Кинофестиваля «Ступени» Владимиру Кошевому в номинации «Лучшая мужская роль» за роль Николая Гумилёва[10].